# Grallaria guatimalensis
El tororoí cholino (Grallaria guatimalensis) es una especie de ave paseriforme de la familia Grallariidae, perteneciente al numeroso género Grallaria anteriormente incluido en Formicariidae. Es la única especie del género que, además de América del Sur, se encuentra en México y América Central.

## Nombres comunes
Se le denomina también tororoi dorsiescamado (en Colombia y Costa Rica), tororoi escamoso (en Perú), gralaria escamada (en Ecuador), hormiguero tororoi escamado (en Venezuela), hormiguero escamado (en Honduras y Nicaragua), hormiguero-cholino escamoso (en México), tororoí escamado (en Panamá o chululú escamado,

## Distribución y hábitat
Se distribuye desde el sur de México, por Guatemala, El Salvador, Honduras, Costa Rica, Nicaragua, Panamá, Colombia, hacia el este hasta el noroeste de Venezuela y Trinidad y hacia el sur a lo largo de los Andes de Colombia, Ecuador, hasta el sur de Perú y centro de Bolivia, con una población en los tepuyes del sur de Venezuela, y adyacencias del oeste de Guyana y norte de Brasil.
Esta especie es considerada poco común y local en su hábitat natural: el suelo o cerca de él, de bosques húmedos de estribaciones montañosas bajas y tierras bajas adyacentes, tropicales o subtropicales, principalmente entre los 500 y los 1300 m s. n. m. de altitud, localmente en las tierras bajas de la Amazonia occidental y hasta los 2000 m. No se encuentra amenazado.

## Sistemática

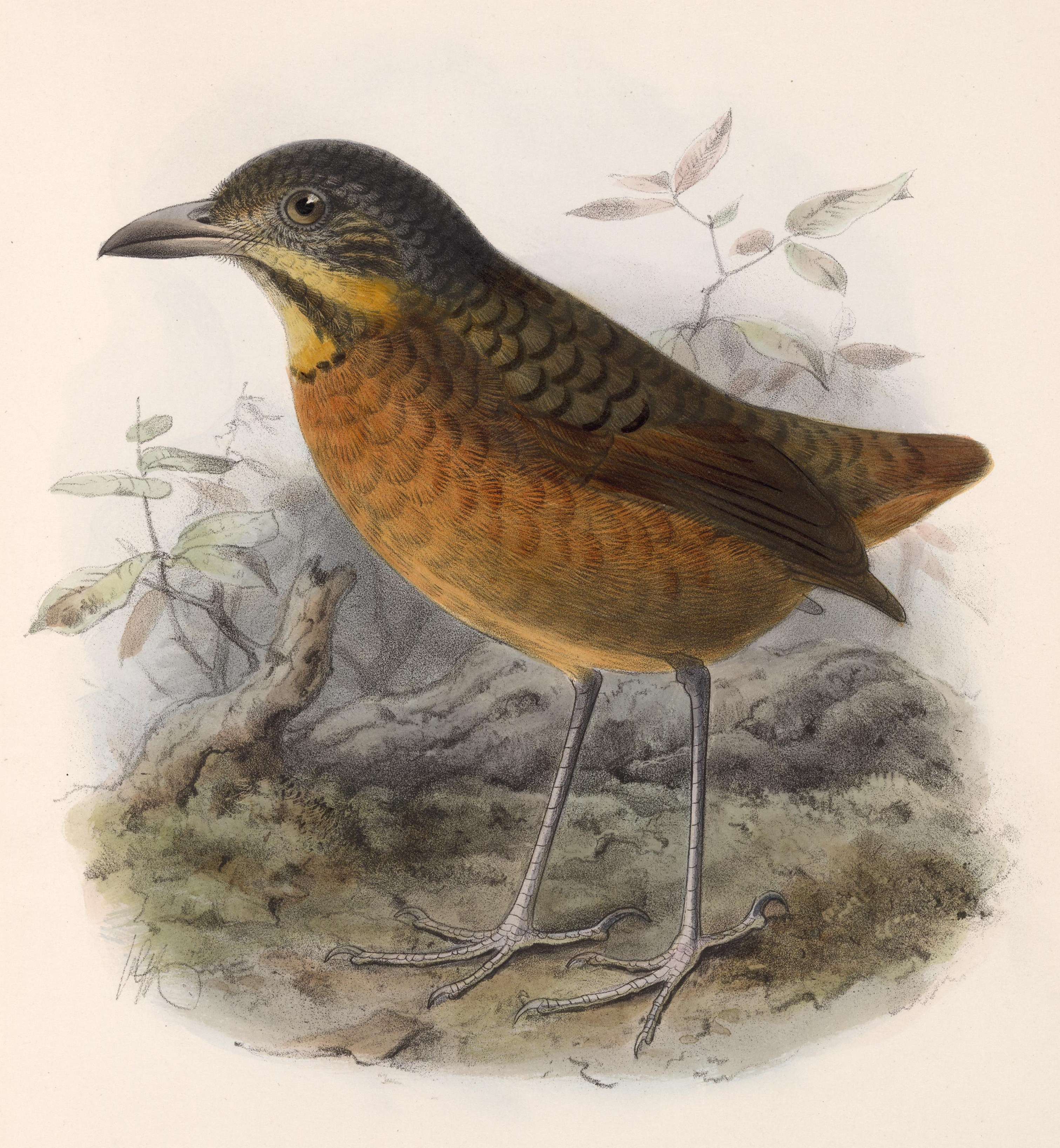
Grallaria guatimalensis princeps, ilustración de Keulemans en Biologia Centrali-Americana, 1902.

### Descripción original
La especie G. guatimalensis fue descrita por primera vez por los ornitólogos franceses Florent Prévost y Marc Athanese Parfait Oeillet Des Murs en 1842 bajo el mismo nombre científico; la localidad tipo atribuida es: «Guatemala». Otros autores atribuyen la autoría de la especie al ornitólogo francés Frédéric de Lafresnaye, que, a pesar de mencionar a Prévost como autor, habría publicado la descripción anteriormente.

### Etimología
El nombre genérico femenino «Grallaria» deriva del latín moderno «grallarius»: que camina sobre zancos; zancudo; y el nombre de la especie «guatimalensis», se refiere a la localidad tipo de la especie: Guatemala.

### Taxonomía
Algunos autores consideran a la presente especie y Grallaria chtonia tan parecidas que deberían ser tratadas como conespecíficas. Las subespecies carmelitae y sororia se distinguen dudosamente de regulus. La subespecie binfordi dicha como parecida con ochraceiventris y a menudo tratada como sinónimo de esta, tiene listas verticales en el pecho y ha sido propuesta hasta como mereciendo el rango de especie plena, así como también lo ha sido la propia ochraceiventris. Las aves del extremo norte del rango han sido descritas como la subespecie mexicana, pero normalmente se las incluyen en la altamente variable subespecie nominal. Las aves de la isla Margarita (noreste de Venezuela) podrían pertenecer a una subespecie separada; se ha sugerido la forma schwartzii, pero este nombre nunca fue formalmente introducido.

### Subespecies
Según las clasificaciones del Congreso Ornitológico Internacional (IOC) y Clements Checklist/eBird v.2019 se reconocen diez subespecies, con su correspondiente distribución geográfica:
- Grallaria guatimalensis ochraceiventris Nelson, 1898 – sur de México desde Jalisco al este hasta el oeste de Hidalgo y desde el sur de Guerrero hasta el sur de Oaxaca.
- Grallaria guatimalensis binfordi Dickerman, 1990 – centro sur de México (México, Distrito Federal, Morelos).
- Grallaria guatimalensis guatimalensis Lafresnaye, 1842 – este y sur de México (desde el noroeste de Veracruz y norte de Oaxaca) hacia el sureste hasta el norte de Nicaragua.
- Grallaria guatimalensis princeps P.L. Sclater & Salvin, 1869 – Costa Rica al sur hasta el oeste de Panamá (Veraguas).
- Grallaria guatimalensis chocoensis Chapman, 1917 – este de Panamá (este de Darién) y noroeste de Colombia (Chocó).
- Grallaria guatimalensis carmelitae Todd, 1915 – norte de Colombia en la Sierra Nevada de Santa Marta y en la Serranía del Perijá hacia el sur hasta el norte de Boyacá.
- Grallaria guatimalensis regulus P.L. Sclater, 1860 – desde el norte y suroeste de Colombia (en el norte, en la pendiente occidental de los Andes orientales en el sur de Cesar) y oeste de Venezuela (ambas pendientes de los Andes desde Táchira hasta el sureste de Lara) hacia el sur hasta el centro de Perú (Ucayali, en el oeste, hacia el sur hasta Cajamarca), incluyendo las tierras bajas orientales hasta el extremo este de Ecuador.
- Grallaria guatimalensis aripoensis Hellmayr & Seilern, 1912 – Trinidad.
- Grallaria guatimalensis roraimae Chubb, 1921 – tepuyes del sur de Venezuela, adyacente norte de Brasil y centro oeste de Guyana (Monte Roraima); tal vez esta forma en el noreste de Venezuela (isla Margarita, Cerro Negro).
- Grallaria guatimalensis sororia Berlepsch & Stolzmann, 1901 – sur de Perú (desde Cuzco) hacia el sureste hasta el centro de Bolivia (oeste de Santa Cruz).